# Tesoro dell'Isola del Cocco
Il tesoro dell'Isola del Cocco è un insieme di ricchezze che sarebbero state sepolte nella località costaricana tra il XVII e il XIX secolo dai pirati. Si tratta di tre tesori, uno dei quali è il cosiddetto "Bottino di Lima".

## Il Bottino di Lima

### Il seppellimento del tesoro
Nel 1820, mentre infuriava la guerra di indipendenza tra Cile e Perù, l'armata cilena stava per invadere la città spagnola di Lima. Gli spagnoli decisero quindi di salvare tutte le immense ricchezze della città. Queste vennero caricate sul brigantino inglese Mary Dear, sotto il comando del capitano William Thompson. Il tesoro includeva inestimabili quantità d'oro, argento e una statua della Vergine Maria con il Bambino in grembo, una tentazione troppo grande per Thompson, che uccise i soldati e il prete, gettandone i cadaveri in mare; fece rotta verso l'Isola del Cocco. Approdati sull'isola i pirati seppellirono il tesoro suddiviso in dodici casse. La nave di Thompson fu però avvistata dagli spagnoli che giustiziarono l'equipaggio, eccetto Thompson e un suo compagno, a patto che rivelassero il luogo dove era sepolto il tesoro. Approdati sull'isola, Thompson e il suo compagno riuscirono però a fuggire e furono poi tratti in salvo da una nave approdata in cerca d'acqua. Il compagno morì di febbre qualche mese dopo.

### I documenti
Tornato a casa, Thompson continuò a navigare come marinaio semplice. Un giorno conobbe un navigatore olandese di nome John Keating. Thompson tornò a casa sua con Keating dove vissero per 3 mesi. Poi Thompson, in punto di morte, rivelò a Keating il luogo dove era sepolto il tesoro. Keating fece quindi tre spedizioni sull'Isola del Cocco riportando ogni volta modeste quantità d'oro. Raggiunta l'anzianità, anche Keating pensò di trasmettere le informazioni a Nicolas Fitzgerald, che a sua volta le rivelò a un australiano di nome Curzon Howe ricevendo in cambio una modesta somma di denaro. Queste informazioni furono scritte in documenti oggi esposti al Nautical & Traveller Club di Sydney.

### Le ricerche antiche

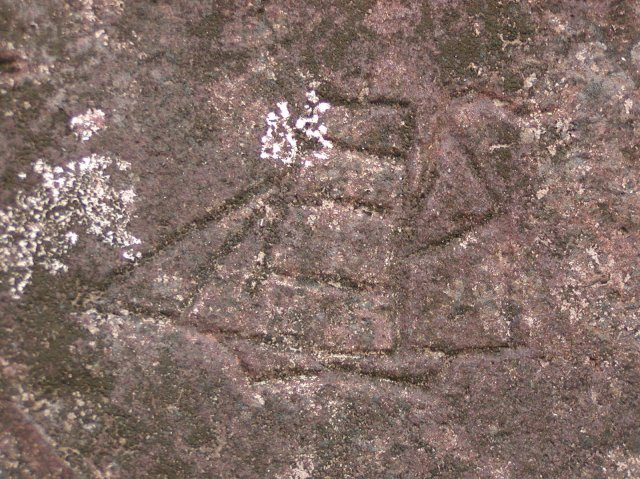
Un'incisione pirata sull'Isola del Cocco

Il capitano francese Tony Mangel fu uno dei pochi fortunati che ebbe modo di esaminare l'intero carteggio. Tra il 1927 e il 1929 approdò due volte sull'Isola del Cocco e concentrò le proprie ricerche su una grotta occultata parzialmente dall'alta marea, a sud della baia della Speranza. Mangel utilizzò anche cariche esplosive, ma senza risultati e tornò in Francia.
Successivamente alcuni cercatori belgi trovarono, nella stessa grotta, una statua in oro della Vergine Maria alta 60 cm. La statua fu poi rivenduta ad un collezionista statunitense per una cifra enorme.
La descrizione della statua di Nicolas Fitzgerald era diversa: una statua alta 2 metri e pesante 780 libbre, tempestata di 1.684 pietre preziose, tra cui tre smeraldi, che misuravano 3 pollici. È verosimile che Keating abbia trovato la statua, ma essendo difficile da occultare durante il trasporto, l'abbia lasciata dov'era.

### Le ricerche recenti
L'ultima ricerca risale al 1992. Nel 1998 la N.A.S.A. utilizzò un satellite per scrutare l'Isola del Cocco alla ricerca di un tesoro. Il satellite rivelò che sull'isola esistono in totale 3 giacimenti di oro: due sulla terraferma e uno in mare. Questa scoperta spinse il governo della Costa Rica a finanziare ulteriori ricerche.

## Gli altri tesori
Nel 1824, prima di essere impiccato, il pirata inglese Bennet Graham sostò sull'Isola del Cocco per nascondervi un grande tesoro sottratto al galeone spagnolo Relampago. Queste rivelazioni vennero fornite alle autorità statunitensi dalla moglie di Bennet trent'anni dopo la sua morte.
Inoltre sarebbe sepolto sull'isola un altro tesoro appartenuto al pirata William Davies e nascosto nel 1684.